# José Anchieta de Mattos Pereira Poggiali
José Anchieta de Mattos Pereira Poggiali (Timóteo, 13 de março de 1954) é um professor, farmacêutico, bioquímico e político brasileiro, ex-prefeito do município onde nasceu, no interior do estado de Minas Gerais.

## Biografia e vida política
José Poggiali é filho de dona Marilda e Cyro Cotta Poggiali, que foi prefeito de Coronel Fabriciano entre 1963 e 1967. Em Timóteo atuou na direção de clubes, escolas de samba, associações comunitárias e entidades religiosas, além de ter participado do Rotary Club. Em 1991 foi um dos fundadores do Partido da Social Democracia Brasileira (PSDB) no município, pelo qual concorreu à prefeitura pela primeira vez no ano seguinte, mas ficou em terceiro lugar. A eleição foi vencida por Leonardo Rodrigues Lelé da Cunha.
Voltou a se candidatar ao cargo do Poder Executivo pelo PSDB nas eleições municipais de 1996, sendo eleito em uma votação acirrada com 18 476 votos (50,94% das intenções). O segundo colocado, Geraldo Nascimento de Oliveira, obteve 17 794 votos (49,06%). Tomou posse em 1º de janeiro de 1997, sucedendo ao mandato de Leonardo Rodrigues Lelé da Cunha, sendo sucedido por Geraldo Nascimento em 1º de janeiro de 2001.
Durante o tempo em que foi prefeito de Timóteo foi iniciado o projeto do aterro sanitário em conjunto com a cidade vizinha, Coronel Fabriciano, no local onde existia um lixão na ocasião. Também criou organismos como a Secretaria Municipal de Meio Ambiente e o Conselho de Turismo de Timóteo e fixou o aniversário do município, em 29 de abril, como feriado municipal, perante a lei nº 1.833 de 29 de dezembro de 1997. Foi candidato a deputado estadual pelo Partido Trabalhista do Brasil (PTdoB) nas eleições de 2010, porém não foi eleito.
Participa de projetos humanitários como Associado representativo do Rotary Club Acesita, Minas Gerais, desde 26 de dezembro de 1984. 